# Il mio uomo/Questa notte dormo qui
Il mio uomo/Questa notte dormo qui è un singolo di Loretta Goggi, pubblicato nel 1988.
Scritto da Ron, il brano era la sigla finale del programma di grande successo Via Teulada 66.. Il singolo raggiunse il quattordicesimo posto dei brani più venduti. e vinse il Premio Regia Televisiva come miglior canzone nel 1989. Secondo le certificazioni ufficiali della FIMI vendette ventimila copie.
Il lato B del disco contiene Questa notte dormo qui, brano scritto da Oscar Avogadro e Mario Lavezzi, inserito nell'album Donna io donna tu. Il disco rappresenta l'ultimo singolo della Goggi stampato su vinile.

## Tracce
Lato A
1. Il mio uomo – 3:59 (Ron)

Durata totale: 3:59
Lato B
1. Questa notte dormo qui – 3:00 (Oscar Avogadro – Mario Lavezzi)

Durata totale: 3:00